# Беляков Микола Кузьмич
Микола Кузьмич Бєляков (1882, Тверська губернія — 1948) — член РСДРП(б) фз 1907; начальник Управління з охорони шляхів сполучення при Народному Комісаріаті шляхів сполучення РРФСР (1918), член колегії НКПС (1919—1920), комісар Миколаївської залізниці.

## Біографія
На Всеросійській конференції фронтових та тилових військових організацій РСДРП(б) (Петроград, 16-23 червня 1917 р.) був обраний до складу Всеросійського Центрального бюро військових організацій при ЦК РСДРП(б).
У жовтні 1917 — комісар Варшавського вокзалу в Петрограді і Варшавської залізниці.
У листопаді 1917 року на спільному засіданні ВЦВК Петроградської Ради робітничих і солдатських депутатів та Всеросійського виконкому Рад селянських депутатів було обрано до складу делегації, що вирушала до Берестя на переговори з Німеччиною.
Із 30 січня 1918 — член Всеросійської міжвідомчої надзвичайної комісії з охорони залізниць (ліквідована на підставі Декретів РНК від 26 березня 1918 і від 17 липня 1918 № 600).
З 18 червня 1918 по 1920 — член колегії Народного комісаріату шляхів сполучення РРФСР (посвідчення підписано В. І. Леніним 25 червня 1918 р.).
Очолював Управління з охорони шляхів сполучення при Народному Комісаріаті шляхів сполучення, створене відповідно до Декрету РНК від 17 липня 1918 № 600.
З лютого 1919 р., залишаючись членом колегії, відряджений до Транспортного відділу ВНК «для постійного зв'язку та роботи», при цьому на нього покладено роботу зі скаргами на НК.
З липня 1920 — комісар Миколаївської залізниці.
Працював начальником 15-ї дистанції служби зв'язку Октябрської залізниці.
У 1937 р., був заступником директора Ленінградського Науково-дослідного інституту промислового транспорту, був заарештований і «спеціальною нарадою НКВС» засуджений до п'яти років ув'язнення. Реабілітований.